# Sisseton (Dakota Południowa)
Sisseton – miasto w Stanach Zjednoczonych, w stanie Dakota Południowa, siedziba administracyjna hrabstwa Roberts.